# كاثرين ساركوزي
كاثرين ساركوزي (بالإنجليزية: Catherine Scorsese)‏ هي ممثلة أمريكية، ولدت في 16 أبريل 1912 بنيويورك في الولايات المتحدة، وتوفيت بنفس المكان في 6 يناير 1997 بسبب مرض آلزهايمر.

## أعمال

### أفلام
- (1982) ملك الكوميديا
- (1987) مجذوبة القمر
- (1990) الأصدقاء الطيبون[3]
- (1990) الجزء الثالث[4][5][6]
- (1993) عصر البراءة
- (1995) كازينو[7]

## وصلات خارجية
- كاثرين ساركوزي على موقع IMDb (الإنجليزية)
- كاثرين ساركوزي على موقع ألو سيني (الفرنسية)
- كاثرين ساركوزي على موقع أول موفي (الإنجليزية)
- كاثرين ساركوزي على موقع قاعدة بيانات الأفلام السويدية (السويدية)
- كاثرين ساركوزي على موقع قاعدة بيانات الفيلم (الإنجليزية)
- كاثرين ساركوزي على موقع كينوبويسك (الروسية)